# تفضيل الابن
تفضيل الأبناء هو التفضيل البشري القديم ومتعدد الثقافات للذكور (بدلاً من الإناث). تم إثبات تفضيل الأبناء في جميع الطبقات الاجتماعية ، من "قوانين الخلافة في العائلات الملكية إلى وراثة الأراضي في عائلات الفلاحين".  يعتبر الأبناء رمزًا للمكانة وميزة تنافسية جينية واقتصادية. 
يمكن أن يؤثر تفضيل الأبناء على معدلات المواليد وبالتالي النمو السكاني .  سيستمر الآباء في إنجاب الأطفال حتى يتم إنجاب العدد المطلوب من الأبناء ؛ لا يوجد سلوك مماثل فيما يتعلق بالبنات.  وقد ثبت أن العائلات التي لديها أبناء تتمتع بمستويات متزايدة من "الاستقرار الزوجي والرضا الزوجي" ، وقد يؤدي وجود الأبناء إلى زيادة مشاركة الأب في تربية الأطفال.  في القرن الحادي والعشرين ، تم توثيق تفضيل الأبناء على نطاق واسع في جنوب وشرق آسيا ،  ولكن يمكن ملاحظته أيضًا في الدول الغربية. 
ومن الأمثلة على تفضيل الأبناء تقاليد شعب الإيغبو في نيجيريا: "يتم تقييم وضع الرجل جزئيًا من خلال عدد أبنائه. يُنظر إلى الرجل الذي له العديد من الأبناء على أنه رجل ثري أو بارع ".  يُنظر إلى رجال الإيغبو الذين يموتون دون أن ينجبوا أبناء على أنهم "غير مكتملين أو غير لائقين" ولا يتم دفنهم للمرة الثانية في مراسم احتفالية. 
تفضيل الأبناء يتم توسطه ثقافيًا وقد يتغير التعبير عنه مع تغير الظروف. على سبيل المثال ، تراجعت مظاهرات تفضيل الأبناء في "الأجيال اللاحقة" من المهاجرين الأتراك إلى ألمانيا.  بالإضافة إلى ذلك ، وجد الباحثون أن زيادة مستويات "اللامبالاة الجنسانية" وانخفاض مستويات تفضيل الأبناء ، على سبيل المثال كما هو موثق في تايوان منذ عام 1990 ، يمكن أن يرتبط بمستويات تعليم الأم.  تفضيل الأبناء في أسر المهاجرين الآسيويين في الولايات المتحدة أعلى بين الأزواج من نفس البلد وأعلى في الزيجات المختلطة الأصل حيث يكون الشريك الذكر هو المهاجر.
قد يؤدي تفضيل الأبناء إلى ممارسات اختيار الجنس . يمكن أن تؤدي ولادة البنات إلى خيبة أمل بين الجنسين في المجتمعات التي لديها تفضيل قوي للأبناء. يتم التعبير عن تفضيل الابنة أو الابن أحيانًا من خلال المستويات الأعلى من الاستثمار الأسري في الأبناء من الجنس المفضل. 

## أنظر أيضا
- تفضيل الابن في الصين
- الأبوية
- الأب
- وريث ذكر
- مجموعة هابلوغروب الحمض النووي للكروموسوم البشري
- علم البيئة التناسلية البشرية